# كونهاتاي
كونهاتاي بلدية في ولاية سانتا كاتارينا في المنطقة الجنوبية من البرازيل.